# Bertrand Russell
Bertrand Arthur William Russell (Trellech (Monmouthshire, Wales), 18 mei 1872 – Penrhyndeudraeth (Gwynedd, Wales), 2 februari 1970) was een Britse filosoof, historicus, logicus, wiskundige, voorvechter voor sociale vernieuwing, humanist, pacifist en een prominent atheïstisch rationalist. Russell werd in 1949 de Order of Merit toegekend en in 1950 ontving hij de Nobelprijs voor Literatuur.
Als schrijver heeft hij de filosofie gepopulariseerd en commentaren geschreven over vele onderwerpen. Hij volgde een familietraditie van politiek activisme, was langdurig verbonden aan de Labour-partij, was een prominent anti-oorlogsactivist en propageerde de vrije handel met anti-imperialistische naties. Geboren in de hoogtijdagen van het Britse Rijk, stierf hij bijna een eeuw later aan influenza, toen dat rijk inmiddels was uiteengevallen. Met zijn dood verloor de wereld een van zijn bekendste intellectuelen en zijn morele autoriteit liet een blijvende indruk na. Als politiek activist was Russell een fervent voorstander van kernwapenontmanteling en een uitgesproken criticus van de Vietnamoorlog.

## Levensloop

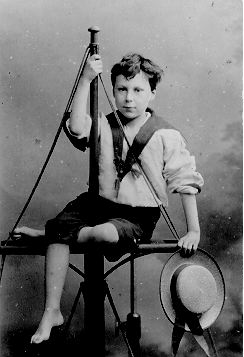
Bertrand Russell als kind

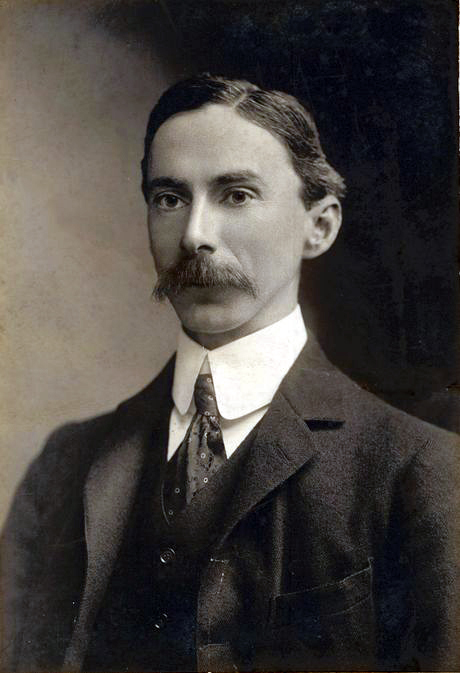
Bertrand Russell in 1907

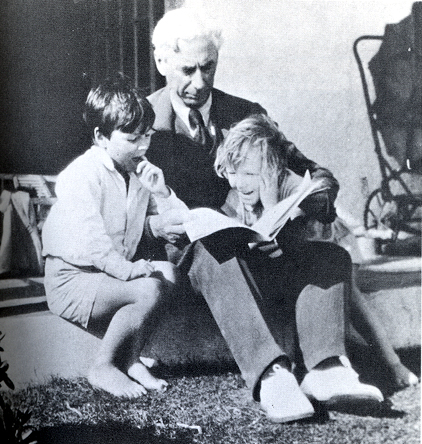
Russell met zijn kinderen, John Conrad en Katharine Jane Russell

Russell was van adellijke afstamming en hij kreeg onderwijs van privéleraren. Zijn grootvader John Russell was tweemaal premier van het Verenigd Koninkrijk : 1846-1852 en 1865-1866. John Russell was een overtuigd liberaal: toen de staat Pruisen hem verzocht om uitlevering van de revolutieprediker Karl Marx, weigerde hij dit met een beroep op de vrijheid van meningsuiting. Bertrand Russell had een broer Frank (bijna zeven jaar ouder dan Bertrand), en een zuster Rachel (vier jaar ouder). In juni 1874 stierf zijn moeder aan difterie en kort daarop overleed Rachel. In januari 1876, stierf zijn vader aan bronchitis. Zijn grootouders van vaderszijde namen hem in huis. Na het overlijden van zijn grootvader John Russell in 1878 werd hij opgevoed door zijn puriteinse grootmoeder. Hij leerde al vroeg Duits spreken. In zijn puberteit was hij vaak ernstig depressief.
In 1890 begon hij aan het Trinity College in Cambridge aan een studie in de wiskunde en filosofie. Hij huwde in 1894 tegen het advies van zijn grootmoeder met Alys Pearsall Smith, een Amerikaanse Quaker. Vanaf 1896, leidde hij een wetenschappelijke carrière, waarbij hij Giuseppe Peano ontmoette en correspondeerde met Gottlob Frege. In dat jaar schreef hij zijn eerste boek, weliswaar niet over wiskunde, maar over het Duitse socialisme, na een bezoek aan Berlijn, waar hij onder andere August Bebel en Wilhelm Liebknecht ontmoet had. Bertrand en Alys gingen in 1911 apart wonen en scheidden in 1921.
Bertrand Russell werd vurig socialist, maar bleef zich ook beroepen op de liberale traditie van zijn familie. Russell was geen marxist, maar een reformist: hij zag het socialisme als de ethische roeping voor alle mensen, ongeacht klasse, en stond daarmee dicht bij de idealen van de Fabian Society waar hij ook lid van was.
In 1920 bezocht Russell de jonge Sovjet-Unie en ontmoette hij Lenin. Zijn enthousiasme over het socialistische project zoals het daar in praktijk werd gebracht, bekoelde echter gauw. Na zijn terugkeer omschreef hij Lenin als een sadist die met duidelijk plezier vertelde over het uitmoorden van de koelakken.
Russell huwde op 25 september 1921 voor de tweede keer, nu met Dora Black. Het huwelijk vond plaats in het gemeentehuis van Battersea met Eileen Power en Frank Russell als getuigen. Dora Black was toen zeven maanden zwanger van hun eerste kind John. Hun dochter Kate werd geboren in 1923. Ook dit huwelijk hield uiteindelijk niet stand. In 1930 ontmoette Bertrand Russell een jonge vrouw van 20 jaar, Patricia Spence. Ze begonnen een verhouding en trouwden op 18 januari 1936. Een jaar later kregen ze een zoon, Conrad.
In 1940 ontving hij al de Faraday Medal. In 1950 werd Russell onderscheiden met de Nobelprijs voor literatuur, als erkenning voor zijn veelzijdig schrijverschap, waarmee hij een significante bijdrage geleverd had aan het menselijk welzijn en het vrijzinnig denken.

## Logica en wiskunde
Russell was een van de meest invloedrijke filosofen van de 20e eeuw. Hij schreef veel boeken over logica en hield zich onder andere bezig met het onderzoek naar de grondslagen van de wiskunde. 
Een van zijn voornaamste werken is On denoting. Daarin zet hij zich af tegen Alexius Meinong. Volgens Russell bevatte de theorie van Meinong contradicties. Volgens Meinong zou een "rond vierkant" buiten het "zijn" en "niet-zijn" (jenseits vom Sein und Nichtsein) bestaan. Het was een intentie. Of ontologisch noemde hij het een absistentie, waarvan geen negatie mogelijk was. Russell meende er daarentegen wel een tegenspraak in te zien. Om die op te lossen stelde hij daartegenover de propositie:
"De koning van Frankrijk is kaal."
Deze valt, volgens Russell, uiteen in drie proposities:
- 1. Er is minstens een koning van Frankrijk.
- 2. Er is hoogstens één koning van Frankrijk.
- 3. Deze koning is kaal.

Omdat de eerste van deze proposities, volgens Russell, onwaar is, blijkt dat "De koning van Frankrijk is kaal" onwaar is. Volgens Meinong zou deze eerste propositie niet onwaar zijn en daarmee zou "De koning van Frankrijk is kaal" niet onwaar zijn.
Door zo proposities te onderscheiden in "ware" en "onware", waarbij de "ware" elkaar niet tegenspreken, probeerde hij de wiskunde zonder tegenspraken op de logica te kunnen vestigen. Een "rond vierkant" is wel een tegenspraak omdat rond en vierkant elkaar tegenspreken.
Later is in de verzamelingenleer de Russellparadox naar hem genoemd. Deze paradox gaat over de verzameling van alle verzamelingen die zichzelf niet bevatten, met de vraag of deze verzameling zichzelf nu wel of niet bevat. Naar aanleiding van deze paradox zijn onder andere typenlogica's ontwikkeld en is veel onderzoek gedaan, ook door Russell zelf, om deze tegenspraak op te lossen. Uiteindelijk heeft Kurt Gödel in 1931 aangetoond dat dit principieel onmogelijk is.
Een ander belangrijk werk is de Principia Mathematica dat hij samen met Alfred North Whitehead schreef.

## Filosofie
Ondanks een christelijke opvoeding was hij een uitgesproken agnost. Hij zei wel dat de meeste mensen hem waarschijnlijk als atheïst zouden beschouwen, omdat hij op dezelfde manier evenmin in de christelijke God als in de Homerische goden geloofde.
Ook over zijn redenen om agnost te zijn schreef hij boeken. In zijn betoog Why I Am Not a Christian (vertaald als Waarom ik geen christen ben) valt hij de belangrijkste argumenten voor het bestaan van een god aan en komt tot de conclusie dat er geen enkele noodzaak is om aan te nemen dat er een god bestaat. Ook betoogt hij dat religie meer kwalijke dan goede gevolgen heeft. 
Russell beschouwde zichzelf als vrijdenker en was van mening dat mensen zich niet moeten laten leiden door traditie of heilige boeken, maar dat zij met hun eigen verstand tot kennis moeten komen. Tevens lanceerde hij een argument dat bekendstaat als Russells theepot, om het onfalsifieerbare karakter van godsdienstige opvattingen aan de kaak te stellen.
Ook op het gebied van seksualiteit had Russell een voor die tijd zeer onconventionele opvatting. Zo zag hij geen enkele reden om bijvoorbeeld seks buiten het huwelijk immoreel te vinden. Iets kon volgens Russell alleen immoreel zijn wanneer het anderen schaadt, en dat was volgens hem bij seks buiten het huwelijk niet het geval. Hoewel zulke opvattingen tegenwoordig vrij normaal gevonden worden, kwam Russell er regelmatig door in de problemen.

## Politiek
Russell was verder een overtuigd pacifist. Hij protesteerde tegen Britse deelname aan de Eerste Wereldoorlog, wat hem op een half jaar celstraf kwam te staan. Al eerder leidden zijn opvattingen tot ontslag uit zijn lectoraat bij de Universiteit van Cambridge. Tijdens de Tweede Wereldoorlog toonde hij zich uiteindelijk toch voorstander van Britse inmenging. Hij gebruikte hiervoor het begrip "relatief pacifisme": oorlog is altijd slecht, maar in zeer uitzonderlijke gevallen is het het minste van meer kwaden en is het gerechtvaardigd. Bovendien vond hij dat de Duitse keizer Wilhelm II niet veel slechter was dan andere politici uit die tijd, terwijl hij Adolf Hitler als een absoluut kwaad beschouwde dat moest worden bestreden. 
Russell keerde zich vanaf het midden van de jaren vijftig ook tegen nucleaire bewapening. Tijdens de Vietnamoorlog riep hij samen met o.a. Jean-Paul Sartre een Vietnamtribunaal in het leven: een opinietribunaal. Hij beschuldigde de Verenigde Staten van oorlogsmisdaden. 
Russell was een van de eerste prominenten die openlijk en ernstig de kwaliteit, betrouwbaarheid en neutraliteit van de Commissie-Warren, een officiële onderzoekscommissie naar de Moord op president Kennedy, betwijfelden.    
Drie dagen voor zijn dood publiceerde Russell nog een brief met een veroordeling van Israëls politiek die hij kenmerkte als een "politiek van agressie en gebiedsuitbreiding door geweld". De brief, gedateerd op 31 januari 1970 werd op 3 februari, een dag na zijn dood, voorgelezen op een Internationale conferentie van parlementariërs in Caïro . De brief werd ook als advertentie in The Times gepubliceerd.

## Werken

### Engels
- On denoting, 1905

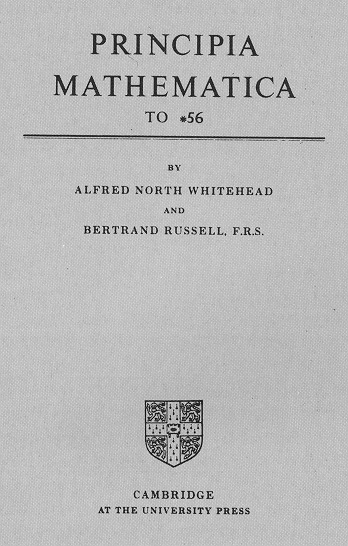
Principia Mathematica.

- Principia Mathematica, samen met Alfred North Whitehead, 1910-1913, drie delen
- The Problems of Philosophy, 1912
- Our Knowledge of the External World, 1914
- The Prospects of Industrial Civilization, in samenwerking met Dora Black, 1923
- Icarus or The Future of Science, 1924
- The Conquest of Happiness, 1930
- Sceptical Essays, 1928
- An Inquiry Into Meaning And Truth, 1940
- History of Western Philosophy and its Connection with Political and Social Circumstances from the Earliest Times to the Present day, 1946
- New Hopes for a Changing World London: George Allen & Unwin, 1951
- The Impact of Science on Society London: George Allen & Unwin, 1952
- Satan in the Suburbs and Other Stories London: George Allen & Unwin, 1953
- The Good Citizen's Alphabet, 1958
- The Autobiography of Bertrand Russell, 1967-1969, drie delen

### Vertalingen
- Aforismen, 's Gravenhage: Boucher, 1961
- Religie en wetenschap, Uitg. J.A. Boom en Zn., 1968 (oorspr. 1935)
- Beste Bertrand Russell... Een keuze uit zijn correspondentie met het publiek 1950-1968, A.W. Bruna & Zn, 1971, ISBN 90-229-1432-1
- Individu en autoriteit, Uitg. Servire, 1974 (oorspr. 1949, BBC-lezingen) ISBN 90-6325-048-7
- Waarom ik geen christen ben, Amsterdam: Meulenhoff, 1976 (oorspr. 1957), ISBN 90-290-0831-8
- Het abc van de relativiteit, Meppel: Boom, 1977
- Macht, Amsterdam: Meulenhoff, 1978
- De menselijke kennis: haar omvang en beperkingen, Katwijk: Servire, 1978
- Huwelijk en moraal, Uitg. Wereldbibliotheek, 1980, ISBN 90-284-1427-4
- Problemen der filosofie, Meppel: Boom, 1980
- Mystiek en logica, Katwijk: Servire, 1986
- Verover geluk. Diemen: Omega, 1998, ISBN 90 6057 637 3
- De verovering van het geluk. Amsterdam: Uitg. Nieuwezijds/Bright Lights, 2007, ISBN 978 90 464 4002 5
- Geschiedenis van de westerse filosofie vanuit de politieke en sociale omstandigheden van de Griekse oudheid tot in de twintigste eeuw. Den Haag: Servire, 2003 (22e druk), ISBN 90 215 8996 6

## Verwijzingen naar Russell
- Bertrand Russell College te Krommenie.
- Russell is de held van het stripboek Logicomix dat handelt over de begindagen en opkomst van de wiskundige logica als formeel systeem[3]